# Општина Сокобања
Општина Сокобања је општина у источној Србији у Зајечарском округу, у Тимочкој Крајини. Средиште општине је градско насеље Сокобања. Према подацима са последњег пописа 2022. године у општини је живело 13.199 становника (према попису из 2011. било је 16.021 становника) у 25 насеља.

## Рељеф
На територији општине присутни су тектонски, крашки, флувио-денудациони облици рељефа. 
Тектонски облици рељефа представљени су Сокобањском котлином и планинама које је окружују. Сокобањска котлина налази се у мезорегији Источној Србији, односно планинско-котлинско-долинској макрорегији. Простире се на површини од 525,5 km². Котлина је окружена средње високим планинама: Ртњем на северу, Слеменом и Крстатацом на истоку, Девицом ја југоистоку, Озреном на југу и Буковиком на југозападу. Ове планине чине котлину морфолошки изолованом.
Планина Ртањ са највишим врхом Шиљком (1 567 m) налази се на северном ободу Сокобањске котлине. Од крашких облика рељефа на Ртњу истиче се јама леденица која се налази у атару села Мужинца. Улаз у ову јаму налази се на дну плитке вртаче, има ширину од око 20 m и постепено се сужава. Он прелази у пространу дворану која је широка 15, а висока 10 m. Јама је дугачка 50 m. Дно поменуте дворане је равно, покривено глином и каменитим блоковима. Леденица има прилично уједначену температуру током целе године, од -2 (лето) до -4 °C.
Врмџанско језеро налази се у подножју Ртња, удаљено око 15 km од Сокобање и 3 km од села Врмџе. Захвата површину од око 2 ha. Настало је природним путем а вода у њему обнавља се са малог непресушног извора у близини али и од киша и снегова. У близини језера, испод брда налази се врело Врмџанске (Паклшке реке) која има дивну клисурасту долину на току према Врмџи.
Атар села Сесалца обилује крашким облицима рељефа. Истичу се Сесалачка пећина, Зарвина прераст и прозорац Богова врата који је законом заштићен као природна атракција. Пећина је удаљена око 19 km од Сокобање. Осветљена је у дужини од 200 m, а обилује сталактитима, сталагмитима, травертинским кадама и драперијама. Кроз њу протиче понорница. Простор испред пећине је уређен за посетиоце.
У подножју планине Девице налази се крашко врело „Истоци” које представља извор реке Моравице. Оно је природни феномен и куриозитет јер се јавља у виду разливеног речног тока који настаје од великог броја подземних извора. Оно никад не пресушује.

## Демографија
Према попису из 2011. године у општини живи 31.491 становника од чега 18.404 у самом граду.
| Етнички састав према попису из 2011.‍ | Етнички састав према попису из 2011.‍ | Етнички састав према попису из 2011.‍ | Етнички састав према попису из 2011.‍ | Етнички састав према попису из 2011.‍ |
| ------------------------------------ | ------------------------------------ | ------------------------------------ | ------------------------------------ | ------------------------------------ |
|                                      |                                      |                                      |                                      |                                      |
| Срби                                 | Срби                                 |                                      | 14.936                               | 93,23%                               |
| Роми                                 | Роми                                 |                                      | 213                                  | 1,33%                                |
| остали                               | остали                               |                                      | 872                                  | 5,44%                                |

## Насеља
| Насеље     | Број становника (2002) | Број становника (2011) | Број становника (2022) |
| ---------- | ---------------------- | ---------------------- | ---------------------- |
| Бели Поток | 238                    | 196                    | 181                    |
| Блендија   | 352                    | 282                    | 243                    |
| Богдинац   | 201                    | 146                    | 112                    |
| Врбовац    | 598                    | 472                    | 375                    |
| Врмџа      | 606                    | 497                    | 387                    |
| Дуго Поље  | 690                    | 519                    | 359                    |
| Жучковац   | 529                    | 422                    | 325                    |
| Језеро     | 310                    | 255                    | 219                    |
| Јошаница   | 898                    | 686                    | 499                    |
| Левовик    | 162                    | 148                    | 102                    |
| Милушинац  | 382                    | 314                    | 211                    |
| Мужинац    | 459                    | 348                    | 288                    |
| Николинац  | 418                    | 308                    | 214                    |
| Ново Село  | 56                     | 32                     | 19                     |
| Поружница  | 354                    | 298                    | 258                    |
| Раденковац | 114                    | 69                     | 40                     |
| Ресник     | 857                    | 716                    | 593                    |
| Рујевица   | 260                    | 193                    | 121                    |
| Сесалац    | 347                    | 250                    | 130                    |
| Сокобања   | 8407                   | 7982                   | 7188                   |
| Трговиште  | 342                    | 291                    | 211                    |
| Трубаревац | 617                    | 511                    | 390                    |
| Церовица   | 54                     | 33                     | 11                     |
| Читлук     | 806                    | 651                    | 429                    |
| Шарбановац | 514                    | 402                    | 294                    |

## Галерија
- Зграда Скупштине општине Сокобања
- Црква Преображења Господњег
- Црква Светог пророка Илије у Врелу
- Црква Успења Богородице у Јошаници
- Конак кнеза Милоша
- Старо бањско купатило
- Завичајни музеј Сокобања
- Биста Бранислава Нушића
- Споменик палим јунацима 1912—1918. у Сокобањи
- Споменик НОБ-а